# 버퍼블로트
버퍼블로트(bufferbloat)는 패킷의 과도한 버퍼링으로 인해 생기는 패킷 교환 네트워크의 높은 레이턴시의 원인이다. 버퍼블로트는 지터(jitter)로 불리는 패킷 지연 변화를 일으킬 수도 있으며 전반적인 네트워크 스루풋을 감소시킬 수 있다. 라우터나 스위치가 과도하게 큰 버퍼를 사용하도록 구성될 경우 매우 속도가 빠른 네트워크라 할지라도 음성 인터넷 프로토콜(VoIP), 온라인 게이밍, 심지어는 일반적인 웹 서핑 등 수많은 상호작용 환경에서 실질적인 사용이 불가능하게 될 수 있다.
일부 통신 장비 제조업체들은 자사의 네트워크 제품 안에 불필요하게 큰 버퍼를 설계하였다. 네트워크 링크가 혼잡하게 되면 이러한 장비에서 버퍼블로트가 발생하며, 이 과도한 크기의 버퍼 속에 패킷이 장시간 큐(queue)에 쌓이게 된다. 선입 선출 큐 시스템에서 과도하게 큰 버퍼는 더 긴 큐와 더 높은 지연을 초래하며 네트워크 스루풋을 개선시키지 못한다.
버퍼블로트 현상은 1985년 초에 기술되었다. 이 문제는 2009년 더 많은 조명을 받기 시작했다.

## 같이 보기
- TCP 혼잡 방지 알고리즘